# Акраба
Акраба́ (араб. عقربا‎) — город и муниципалитет на Западном берегу реки Иордан, в Палестинской автономии. В административном отношении относится к провинции Наблус. Расположен в 18 км к юго-востоку от города Наблус.
Согласно данным Палестинского центрального статистического бюро, население Акрабы по данным на 2007 год составляет 8180 человек.
Площадь муниципалитета составляет 34,70 км², из которых 1,78 км² — застроенная территория. 61 % оставшихся земель заняты оливковыми и миндальными рощами, 8 % — заняты под выращивание фруктов и овощей и 30 % используются как пастбища.